# Оуайн ап Морган Хен
Оуайн ап Морган Хен (валл. Owain ap Morgan Hen; ум. ок. 983 или 1001) — один из правителей Гливисинга (974—983), наследовал своему отцу Моргану.

## Биография

### Ранние годы
В 967 году Эйнион, сын правителя Дехейбарта, вторгся на полуостров Гоуэр, владение Моргана Старого, «как предлог», выступая против языческих викингов и их сторонников. Это вызвало ответный набег Оуайна ап Моргана из Гливисинга, который вернул Гоуэр под свой контроль, и вторжение короля Англии Эдгара Английского, которое вынудило отца Эйниона, Оуайна, поклясться в верности ему в Каэрлеоне.
Следующий рейд в 976 году, был немного успешнее: Эйнион совершил настолько разорительный поход, что тот вызвал голод. Однако брат Оуайна, Ител, победил его и восстановил потери владельцам.

### Правление
Правление его отца завершилось в 974 году, согласно Гвентианской Хронике: "передав свою власть своим сыновьям и внукам.....из-за возраста и ветхости". По одним данным, старшим из детей Моргана Старого, был Идваллон. По другой же версии старшим сыном и наследником был Оуайн. Годы правления Оуайна и его братьев прошли войнами с соседним Дейхейбартом. В 977 году происходит очередное вторжение войск из Дехейбарта в Гливисинг, однако также неудачно как и два предыдущих (ок.960 и 970 гг). 
Неизвестно умер ли Оуайн в 983 году, или в этот год он подобно отцу отказался от власти, и таким образом умер в 1001 году. В 984 году, или в 982, в битве при Пенкод-Коллинне, Эйнион Дехейбарсткий, во время очередного вторжения в Гливисинг, был убит людьми Гливисинга и Гвента
Оуайну наследовали его сыновья, в частности Ител Чёрный, по другим данным он его племянник и сын Идваллона, был доблестным принцем и имел дворец в Истрадвайне и еще один летний дом под названием Тон Итела Чёрного. Он получил такое прозвище за цвет своих волос и бороды.

### Семья
Сыновья Оуайна:
- Ител Чёрный[2][1]
- Иестин (-1015)[3]
  - Ридерх[3]
- Рис (до 1000)[3][4]
- Хивел[3]